# Lac Pfister
Pour les articles homonymes, voir Pfister.
Le lac Pfister est un plan d'eau douce de tête de deux bassins versants. Ce lac est situé dans le territoire de la ville de La Tuque, dans la région administrative de la Mauricie, dans la province de Québec, au Canada.
Ce lac s’étend entièrement dans le canton de Pfister, soit dans la partie Nord du réservoir Gouin, près de la limite Sud de la Eeyou Istchee Baie-James (municipalité) (région de Nord-du-Québec) et de la MRC Le Domaine-du-Roy (région Saguenay-Lac-Saint-Jean).
La foresterie constitue la principale activité économique du secteur. Les activités récréotouristiques, en second.
Le bassin versant du lac Pfister est desservi du côté Est par des routes forestières secondaires qui se connectent vers le Sud à la route 212 (orientée vers le Nord-Ouest) ; cette route passe à environ 7,8 km au Sud-Est de la rive Sud du lac Pfister. Cette route se déroule en parallèle (du côté Nord) du réservoir Gouin. Cette route relie le village d’Obedjiwan à la rive Est du réservoir Gouin via la vallée du ruisseau Verreau.
La surface du lac Pfister est habituellement gelée de la mi-novembre à la fin avril, toutefois la circulation sécuritaire sur la glace se fait généralement du début décembre à la fin de mars.

## Géographie
Les principaux bassins versants voisins du lac Pfister sont :
- côté nord : ruisseau Eastman, rivière de la Queue de Castor, lac Beaucours, rivière Cawcot, rivière Ventadour ;
- côté est : lac Dugas, lac Dubois (ruisseau Verreau), lac Normandin (rivière Normandin), ruisseau Verreau ;
- côté sud : lac du Principal, ruisseau Verreau, lac Mathieu (rivière Mathieu), lac Kawawiekamak, lac Omina, lac McSweeney, lac Magnan (réservoir Gouin) ;
- côté ouest : ruisseau Augusta, rivière Toussaint, rivière Pascagama.

Le ruisseau à l'Eau Claire (réservoir Gouin) prend naissance à l’embouchure du lac Pfister (longueur : 3,1 km ; altitude : 432 m) situé dans le canton de Pfister, dans La Tuque. Ce lac de tête comporte deux émissaires :
- embouchure située au Nord-Est du lac. Cette décharge coule sur 11,4 km vers le Nord, notamment en traversant le Lac Nelson, pour aller rejoindre un lac non identifié situé dans la zone de tête de la rivière de la Queue de Castor ; cette dernière coule vers le Nord en empruntant successivement le cours des rivière Mégiscane, rivière Bell et rivière Nottaway ;
- embouchure située au Sud-Ouest, où le courant emprunte le cours ruisseau à l'Eau Claire (réservoir Gouin) (longueur : 26,5 km).

Cette dernière embouchure du lac Pfister est localisée au Nord-Ouest du lac, soit à :
- 17,8 km au Nord de la confluence du ruisseau à l'Eau Claire (réservoir Gouin) ;
- 41,5 km au Nord de la confluence entre le lac Magnan (réservoir Gouin) et le lac Brochu (réservoir Gouin) ;
- 44,8 km au Nord-Est du centre du village de Obedjiwan ;
- 72,5 km au Nord-Ouest du barrage Gouin ;
- 128 km au Nord-Ouest du centre du village de Wemotaci (rive Nord de la rivière Saint-Maurice) ;
- 211 km au Nord-Ouest du centre-ville de La Tuque ;
- 324 km au Nord-Ouest de l’embouchure de la rivière Saint-Maurice (confluence avec le fleuve Saint-Laurent à Trois-Rivières)[1].

À partir de l’embouchure du lac Pfister, le courant coule sur 127,6 km jusqu’au barrage Gouin, selon les segments suivants :
- 26,5 km vers le Sud en descendant le ruisseau à l'Eau Claire (réservoir Gouin) ;
- 5,0 km vers le Sud en traversant la baie Verreau ;
- 96,1 km vers le Sud en traversant le lac Magnan (réservoir Gouin), le lac Brochu (réservoir Gouin), la baie Kikendatch, jusqu’au barrage Gouin.

À partir de ce barrage, le courant emprunte la rivière Saint-Maurice jusqu’à Trois-Rivières où il se déverse sur la rive Nord du fleuve Saint-Laurent.

## Toponymie
Le toponyme "Lac Pfister " a été officialisé le 28 mars 1972 par la Commission de toponymie du Québec, soit à la création de cette commission.